# Oreodera albicans
Oreodera albicans är en skalbaggsart som beskrevs av Monné och Lúcia Maria de Campos Fragoso 1988. Oreodera albicans ingår i släktet Oreodera, och familjen långhorningar. Inga underarter finns listade i Catalogue of Life.